# The Fairyland Story
The Fairyland Story (フェアリーランドストーリー Fearīrandosutōrī?) es un videojuego de plataformas desarrollado por Taito y lanzado en julio de 1985 en Japón para máquinas arcade. El juego tuvo dos conversiones, una a MSX y otra a Sharp X68000.
Antecesor de la saga Bubble Bobble, fue el primer juego de Taito del subgénero de plataformas llamado "Comical Action Games". Muchos ítems y elementos del juego, fueron utilizados en Bubble Bobble un año después.

## Argumento
Ptolemy, una bruja, vuela a lomos de un dragón verde, viajando por Fairyland Story, por diferentes castillos. Según va avanzando en el juego, Ptolemy se entera de que existe un Dracolisk el cual posee el diamante que devolverá la paz a Fairyland.

## Modo de juego
El jugador maneja a Ptolemy, una bruja, a través de numerosos niveles, donde la meta es eliminar a todos los enemigos de cada nivel para pasar al siguiente. Ptolemy tiene un bastón con el que lanza ataques mágicos que convierte a los enemigos en pasteles. Cuando los enemigos están convertidos en pasteles, pueden ser arrojados por una plataforma hacia abajo, para que se rompan y así destruir al enemigo, pudiendo además aplastar a otros enemigos que estén abajo con el pastel, o bien se puede seguir atacando con la magia al pastel hasta que este se destruya.
Los enemigos del juego son típicos de fantasía épica, como pueden ser orcos, ogros, magos, dragones, etc. También aparecen los enemigos Mighta del Chack'n Pop, pero a diferencia del Chack'n Pop, en este juego llevan las túnicas negras en vez de blancas.
El juego consta de 101 niveles, siendo la última ronda el combate contra el Dracolisk. En el juego aparecen multitud de ítems que proporcionan o mejoran las habilidades del personaje.

## Legado
Ptolemy aprace como el personaje jugable en Space Invaders DX (1994), Pop'n Pop (1998) y Daifugo Party (2010). Ella y/u otros personajes de The Fairyland Story, también hacen cameos en muchos otros juegos, incluyendo a Bubble Bobble (1986), Rainbow Islands (1987), Bubble Symphony (1994), Bubble Memories (1996),  Arkanoid DS (2007) y Arkanoid vs Space Invaders (2016). muchos juegos elementales de Bubble Bobble y The New Zealand Story, e incluso algunos gráficos y bonificaciones, aparecieron por primera vez en The Fairyland Story.